# Gmina Kungota
Kungota – gmina w Słowenii. W 2010 roku liczyła 4 317 mieszkańców.

## Miejscowości
Miejscowości wchodzące w skład gminy Kungota:

- Ciringa
- Gradiška
- Grušena
- Jedlovnik
- Jurski Vrh
- Kozjak nad Pesnico
- Pesnica
- Plač
- Plintovec
- Podigrac
- Rošpoh
- Slatina
- Slatinski Dol
- Spodnje Vrtiče
- Svečina
- Špičnik
- Vršnik
- Zgornja Kungota – siedziba gminy
- Zgornje Vrtiče